# J. Mohammed Imam
J. Mohammed Imam (né le 15 février 1897, décédé le 27 décembre 1982) est un homme politique indien,,.

## Biographie
J. Mohammed Imam étudia à la Faculté centrale de Bangalore et à la Faculté gouvernementale de droit de Madras. Il détenait un Bachelor of Arts et Bachelor of Laws,. En 1928, il fut élu au conseil scientifique de l'Université de Mysore. En 1930, il devint membre du conseil législatif (plus tard, Assemblée législative) de l'État de Mysore,, et occupa ce poste jusqu'en 1957. Il était alors membre de la Ligue musulmane. Entre 1933 et 1936 il fut le premier président non officiel du conseil municipal de Jagalur, et de 1936 à 1940 le président du conseil de disytict de Chitaldrug ,. Il détint par ailleurs différents postes dans plusieurs entreprises. 
De 1941 à 1945, il fut ministre de l'Éducation, des Chemins de fer et des Travaux publics du gouvernement de l'État de Mysore,. En 1945 le raja de Mysore le nomma 'Mushir ul-Mulk' ('Conseiller du Royaume'),,. En 1947, il quitta la Ligue musulmane, et adhéra ensuite après l'indépendance de l'Inde au Parti Kisan Mazdoor Praj (qui plus, au désespoir de J. Mohammed Imam se fondit dans le Parti socialiste praja). Il fut chef de l'opposition au sein de l'Assemblée législative de Mysore à partir de 1948, promouvant le sécularisme et l'anti-communisme.
J. Mohammed Imam fut élu à la Lok Sabha (chambre basse du Parlement indien) lors des  élections législatives de 1957. Il fut candidat du PSP dans la circonscription de Chitradurga, et y obtint 129 848 voix (52,25 % des suffrages). Durant la seconde législature de la Lok Sabha, il fut membre du comité des présidents. En 1959 il rejoignit le Parti Swatantra .
Lors des élections législatives de 1962, il se présenta dans la circonscription de Bellary, terminant à la seconde place avec 137 448 voix (48,02 %), et perdant ainsi son siège de député. Il reprit son siège dans la circonscription de Chitradruga lors des élections législatives de 1967, recevant 164 548 voix (50,45 %).
Sa carrière de député prit définitivement fin lors des élections législatives de 1971, finissant second dans la circonscription de Chitradruga, avec 81 303 voix (24,16 %.